# Carl Gustaf Ryberg
Carl Gustaf Ryberg, född 8 mars 1801 i Kristbergs församling, Östergötlands län, död 9 februari 1873 i Mjölby församling, Östergötlands län, var en svensk präst i Mjölby församling.

## Biografi
Carl Gustaf Ryberg föddes 1801 i Kristbergs församling. Han var son till kyrkoherden Magnus Ryberg och Sara Catharina Hedberg. Ryberg blev 1821 student vid Uppsala universitet och prästvigdes 11 december 1825. Han blev 28 mars 1832 komminister i Mjölby församling, tillträdde 1834. Ryberg blev 4 februari 1853 kyrkoherde i församlingen och tillträdde 1855. Han blev 12 december 1860 prost. Ryberg avled 1873 i Mjölby församling och begravdes på Mjölby gamla kyrkogård, där en gravsten över honom finns bevarad.

### Familj
Ryberg gifte sig 22 augusti 1834 med Hedvig Juliana Sundström (1816–1898). Hon var dotter till kyrkoherden Pehr Sundström och Hedvig Elisabet Grönberg i Mjölby församling. De fick tillsammans barnen Hedvig Sofia Charlotta Ryberg (född 1835) som var gift med kyrkoherden Otto Redelius i Hallingebergs församling, Selma Carolina Ryberg (född 1837) som var gift med handlanden Olof Henrik Larsson i Linköping och lantbrukaren Carl Emil Ryberg (född 1839).